# Caídos del cielo
Caídos del cielo é um filme peruano de 1990 dirigido e escrito por Francisco José Lombardi.
Foi selecionado como representante do Peru à edição do Oscar 1991, organizada pela Academia de Artes e Ciências Cinematográficas.[carece de fontes?]

## Elenco
- Elide Brero
- Gustavo Bueno
- Rafael Garay
- Carlos Gassols
- Marisol Palacios
- Delfina Paredes
- Nelson Ruiz